# Chile na Letních olympijských hrách 2004
Chile se účastnilo Letní olympiády 2004 v 11 sportech. Zastupovalo ho 22 sportovců (16 mužů a 6 žen).

## Medailisté
| Medaile | Jméno                           | Sport | Disciplína   |
| ------- | ------------------------------- | ----- | ------------ |
| Zlato   | Nicolás Massú                   | Tenis | Dvouhra mužů |
| Zlato   | Nicolás Massú Fernando González | Tenis | Muži čtyřhra |
| Bronz   | Fernando González               | Tenis | Dvouhra mužů |